# Maison natale d'Eugène Delacroix
La maison natale d'Eugène Delacroix est un bâtiment situé au 29-31 rue du Maréchal-Leclerc à Saint-Maurice, dans le Val-de-Marne, en France. Eugène Delacroix (1798-1863), peintre français, y est né.

## Historique
La maison date des années 1670.
Elle est inscrite monument historique depuis 1973.
Elle a été transformée en bâtiment municipal en 1988 et abrite désormais la médiathèque de Saint-Maurice.

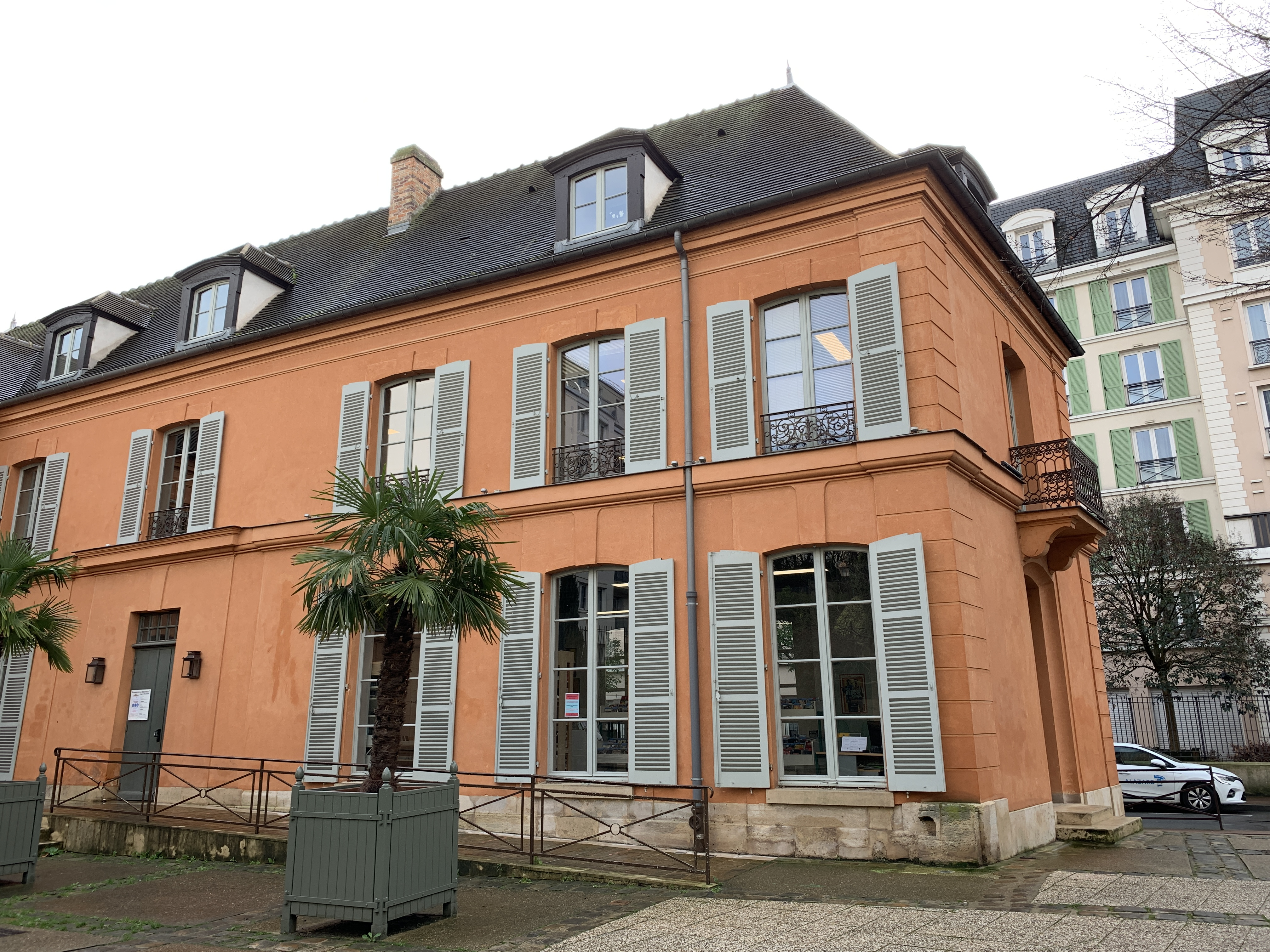
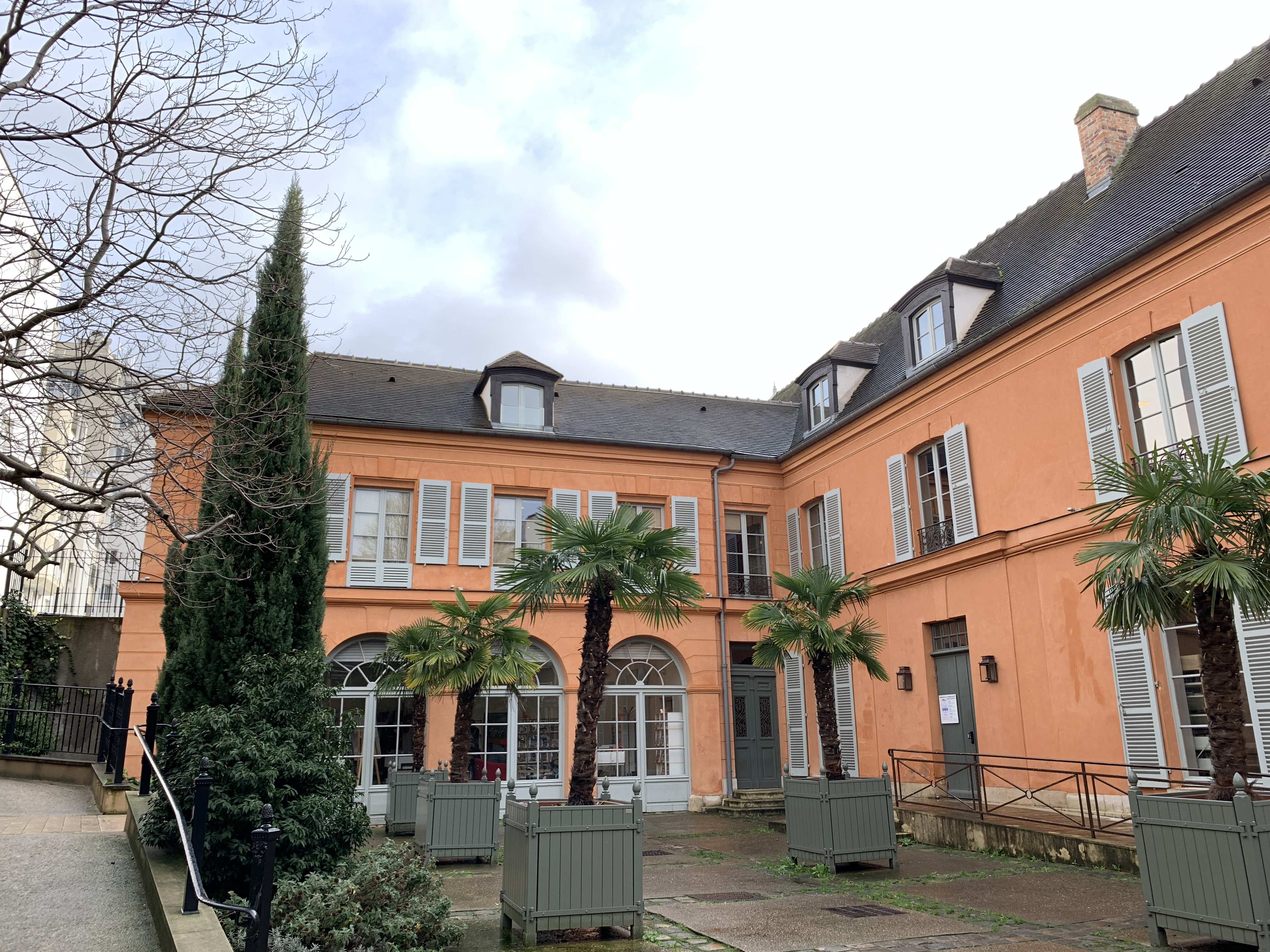
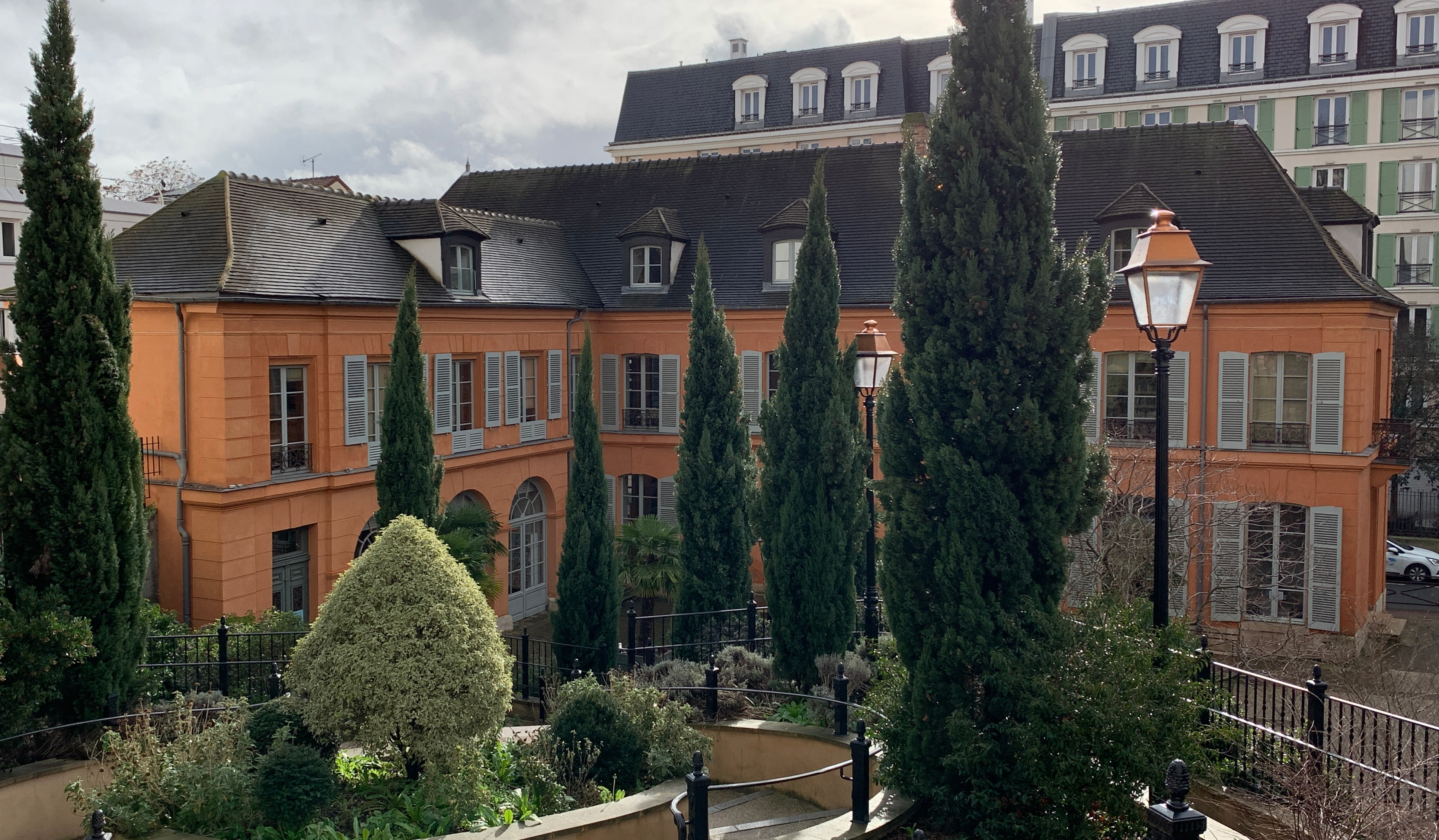
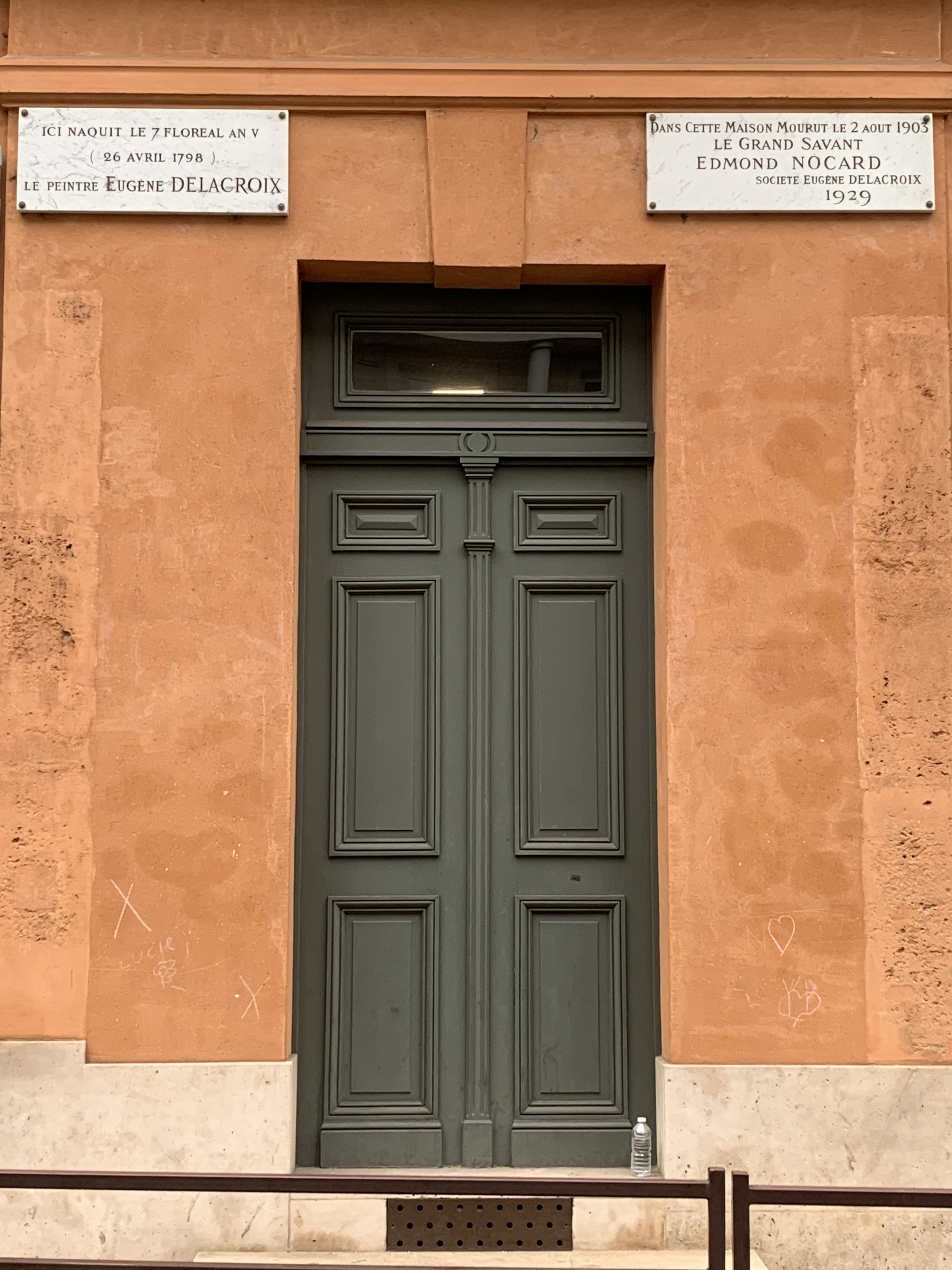